# Merluccius paradoxus
Merluccius paradoxus is een straalvinnige vissensoort uit de familie van heken (Merlucciidae). De wetenschappelijke naam van de soort is voor het eerst geldig gepubliceerd in 1960 door Franca.